# 이치야나기 토시
이치야나기 토시(일본어: 一柳 慧 이치야나기 도시[*], 1933년 2월 4일 ~ 2022년 10월 7일)는 일본의 하모니카 연주자, 색소폰 연주자, 작곡가, 편곡가, 아방가르드 음악가, 영화 음악감독이다.

## 생애
효고현 고베시에서 태어났다. 서양 현대 음률의 기법을 공부하였으며 1956년 색소폰 연주자로 데뷔하였고 1957년에 하모니카 연주자로 데뷔하였으며 1962년에는 영화 《오토시아나》로 영화 음악감독 데뷔하였다.
1956년 가수이자 행위예술가인 오노 요코와 결혼하였다가 1963년에 이혼하였다. 이후 독신이다시피 생활하여 현재에 이르고 있다.